# Троп
Троп (грец. τρόπος — «зворот») — це прийом виразності, що реалізується на рівні слова чи словосполучення.  Слово, вживане в переносному значенні для характеристики будь-якого явища за допомогою вторинних смислових значень, актуалізації його «внутрішньої форми» (Олександр Потебня).
Найпростіший приклад тропа — порівняння:

Неначе цвяшок в серце вбитий,
Оту Марину я ношу.
Тарас Шевченко.

Також термін вживається щодо поширеного амплуа, сюжетного ходу або штампу. Наприклад, тропами є deus ex machina, благородний лицар, щасливий кінець.

## Основні різновиди тропів
- Алегорія
- Метафора
- Метонімія
- Синекдоха
- Оксиморон
- Епітет
- Гіпербола
- Літота
- Уособлення
- та інші засоби поетичного мовлення, що розкривають багатство його асоціативних відтінків, посилюють та увиразнюють його емоційне й оцінне забарвлення, динамізують семантичні поля, вказують на домінантні ознаки авторського стилю.